# 1998 UK1
1998 UK1 är en asteroid i huvudbältet som upptäcktes den 19 oktober 1998 av den australiensiske astronomen Frank B. Zoltowski i Woomera.
Den tillhör asteroidgruppen Themis.